# Streptocarpus rhodesianus
Streptocarpus rhodesianus är en tvåhjärtbladig växtart som beskrevs av Spencer Le Marchant Moore. Streptocarpus rhodesianus ingår i släktet Streptocarpus och familjen Gesneriaceae.

## Underarter
Arten delas in i följande underarter:
- S. r. grandiflorus
- S. r. rhodesianus